# Matam (Département)

Département Matam in der Region Matam

Das Département Matam ist eines von 45 Départements, in die der Senegal, und eines von drei Départements, in die die Region Matam gegliedert ist. Es liegt im Nordosten des Senegal mit der Hauptstadt Matam.
Das Département hat eine Fläche von 5728,9 km² und gliedert sich wie folgt in Arrondissements, Kommunen (Communes) und Landgemeinden (Communautés rurales):
| Commune / Arrondissement | Communauté rurale | Einwohner 2013 |
| Matam                    | —                 | 17.218         |
| Ourossogui               | —                 | 15.654         |
| Thilogne                 | —                 | 10.441         |
| Nguidjilone              | —                 | 10.444         |
| Agnam                    | Agnam-Civol       | 26.321         |
| Agnam                    | Orefonde          | 19.175         |
| Agnam                    | Dabia             | 23.121         |
| Ogo                      | Bokidiawe         | 52.282         |
| Ogo                      | Nabadji-Civol     | 52.372         |
| Ogo                      | Ogo               | 45.592         |
| Département              | —                 | 272.620        |